# گورنی اورازبای
گورنی اورازبای (انگلیسی: Gorny Urazbay) یک شهرک در شهرستان بلاگووشچنسکی باشقیرستان کشور روسیه است.